# Coalpit Heath
Coalpit Heath est un petit village dans la paroisse de Westerleigh, South Gloucestershire, en Angleterre, au sud de Yate et l'est de Frampton Cotterell dans South Gloucestershire.

## Le fond du village

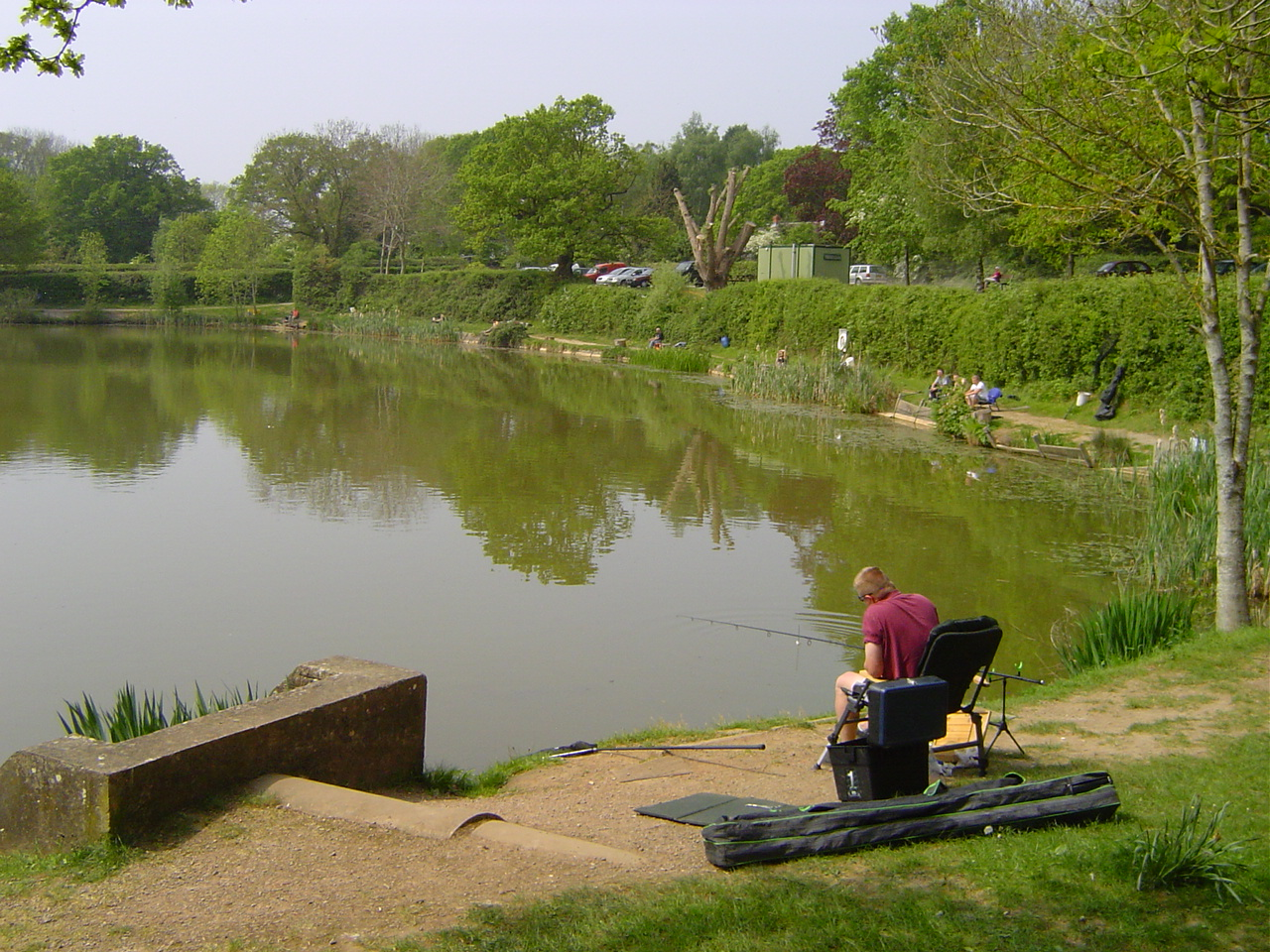
Lac Bitterwell (voir Henfield)

En raison de l'expansion de Coalpit Heath et les villages voisins à la fin du XXe siècle, les frontières de Coalpit Heath avec Frampton Cotterell sont devenues vagues. Le village contient trois pubs, un bureau de poste, un terrain de golf de 27 trous  et de nombreux magasins locaux. Le village comprend également une église paroissiale , et une école primaire locale.
Elle a été fondée comme une colonie de l'extraction du charbon. Une fosse était sur Frog Lane à ST 685 815 (au nord-est du village). D'autres mines exploitées entre Mays Hill et Nibley au nord et au Ram Hill et Henfield au sud. Elles ont été servies par une ligne de chemin de fer, fermées il y a quelques décennies et plus visible sur le terrain. En 1949, le charbon a manqué, et depuis lors il est devenu un lieu recherché pour vivre, de champs et de logement facile. Le South Gloucestershire Mines Research Group  a fait beaucoup de recherches sur l'histoire de l'exploitation minière dans la région. Lorsque le terrain de golf Kendleshire a été construit, les restes de nombreuses fosses de cloche ont été trouvés et il y a probablement beaucoup plus dans le domaine.

### Sources
- (en) Cet article est partiellement ou en totalité issu de l’article de Wikipédia en anglais intitulé « Coalpit Heath » (voir la liste des auteurs).